# رجال الإطفاء (فلم رسوم متحركة)
رجال الإطفاء (The Fire Fighters) هو فيلم رسوم متحركة أمريكي قصير لـميكي ماوس تم إصداره لأول مرة في 20 يونيو/حزيران 1930، كجزء من سلسلة أفلام ميكي ماوس.  كان هذا هو الفيلم القصير التاسع عشر لميكي ماوس الذي تم إنتاجه والرابع لعام 1930. 
يضم طاقم الرسوم المتحركة ميكي ماوس وميني ماوس وأبو طويلة في دور حصان ميكي.

## حبكة
كان ميكي ماوس وأبو طويلة وفريق من رجال الإطفاء من الحيوانات نائمين في مركز الإطفاء عندما رن جرس الإنذار. يرتدي الجميع ملابسهم ويتوجهون إلى مبنى سكني محترق، حيث تُحاصَر ميني بالنيران في الطابق العلوي. ينقذها ميكي بطريقة بطولية باستخدام حبل الغسيل بعد أن فقدت الوعي. تبدأ ميني في استعادة وعيها بحلول الوقت الذي يصلون فيه إلى الأرض وتدرك من هو منقذها. يغني زوج الفئران اسم بعضهما البعض، ويتبادلان القبلات والعناق وينتهي الفيلم.

## إنتاج
كان السيناريو الأولي يتضمن تسلسلًا يعزف فيه ميكي ماوس الموسيقى في مركز الإطفاء قبل أن يرن المنبه؛ ولكن يبدأ السيناريو النهائي برجال الإطفاء نائمين. 
كانت المطبوعات الأصلية لهذا الفيلم تحتوي على مشاهد الحريق الملونة باللون الأحمر. 

## ممثلون صوتيون
- ميكي ماوس: والت ديزني
- ميني ماوس: مارسيليت جارنر

## استقبال
ذكرت صحيفة Motion Picture News (15 نوفمبر 1930): "هذا سبب آخر يجعل أفلام ميكي ماوس الكوميدية تحافظ على ريادتها في مجال الكوميديا، على الرغم من أن الجمهور يتغذى إلى حد كبير على بعض الأشياء المكررة في الرسوم المتحركة بشكل عام. تأتي الضحكات كثيفة وسريعة. يلعب ميكي دور رجل إطفاء في هذا الفيلم ومع شركته الموثوقة يندفع لإنقاذ الفتاة الجميلة. يفعل ذلك على نغمة الكثير من الضحكات." 

## روابط خارجية
- رجال الإطفاء  في قاعدة بيانات الأفلام على الإنترنت (بالإنجليزية)
- The Fire Fighters على يوتيوب